# Google アシスタント
Google アシスタント（英: Google Assistant）は、Googleが開発した人工知能を搭載したバーチャルアシスタントで、主に携帯機器やスマートホーム機器で利用されている。2016年5月の開発者会議で発表された。同社の従来のアシスタント、Google Nowとは異なり、Googleアシスタントは双方向での会話が可能である。
アシスタントは当初、Googleのメッセージアプリ「Allo」と音声対応スピーカー「Google Home」の一環としてデビューした。 同社のスマートフォン「Pixel」と「Pixel XL」での独占期間を経て、2017年2月に他社のスマートフォンやAndroid Wearを含む他のAndroid搭載端末に導入され、5月にiOSでアプリとして公開された。 2017年4月のソフトウェア開発キットの発表に加えて、アシスタントはさらに、車やスマート家電を含む多種多様なデバイスをサポートするように拡張されている。アシスタントの機能は、サードパーティの開発者によって強化することもできる。
ユーザーは主に音声でGoogleアシスタントとやり取りを行うが、キーボード入力もできる。Google Nowと同じ性質と方法で、アシスタントはインターネットを検索し、イベントやアラームを設定し、ユーザーのデバイスのハードウェア設定を調整し、ユーザーのGoogleアカウントから情報を表示することができる。Googleはまた、アシスタントがオブジェクトを識別し、デバイスのカメラから視覚的情報を収集し、製品の購入と送金のサポートを発表した。
またジェンダーに配慮し、男声と女声を選択できる。

## 歴史
Googleアシスタントは2016年5月18日に行われたGoogleの開発者会議中にスマートスピーカー「Google Home」やメッセージアプリ「Allo」と共に公開された。 Googleのサンダー・ピチャイCEOはアシスタントは双方向での会話や、「端末を超えてどこでも使用できる」を意図して設計されていると説明している 。その月の後半に、Googleは「Google Doodle」のリーダーのライアン・ガーミックと元ピクサーアニメーターのエマ・コートがアシスタントを「より人間的」に する開発の協力に任命した

### プラットフォーム拡大
Google アシスタントは、AlloアプリとGoogle Home以外のシステムレベルでの統合のために当初はPixel及びPixel XLスマートフォン専用だった が、2017年2月にGoogleはAndroid Marshmallow (6.0) またはNougat (7.0) が動作するAndroidスマートフォンでアシスタントが利用できるようにするとし、一部の英語圏の市場から提供を始めると発表した 。開始時にandroidタブレットはアシスタントの提供対象外だった 。アシスタントはAndroid Wear 2.0に統合されており、Android TVは将来のアップデートで搭載されAndroid Autoにも搭載される予定である。
2017年5月15日、「Android Police」はGoogleアシスタントが独立アプリとしてiOSで利用できるようになると報じた 。この情報は2日後のGoogleの開発者会議で正式に発表され、直後に正式リリースされた。

### 開発者サポート
2016年12月、GoogleはGoogleアシスタント用の開発者プラットフォーム「Actions on Google」を設立した。Actions on Googleは開発者が自身のサービスをアシスタントと連携させることでアシスタントのユーザー体験を更に向上させる 。2017年3月、Googleは、Googleアシスタントのゲームの作成をサポートするためのGoogleのアクションを開発するための新しいツールを追加した 。Actions on Googleは元々はスマートスピーカーのGoogle Homeに限定されていたが、2017年5月にAndroid及びiOSデバイスで利用できるようになり  、同時期にGoogleは互換性のある製品とサービス一覧を閲覧できる「app directory」を導入した。開発者にアクションを構築するインセンティブを与えるために、Googleは「学生によるベストアプリ」や「ベストライフハック」など、カテゴリに基づいて勝者を選ぶコンペティションを発表した。 受賞者はGoogleによって発表され、第1位は賞金1万ドル、Google本社キャンパスのツアーへの招待及びGoogleの2018年の開発者向け会議へのチケットを獲得でき、第2位と第3位はそれぞれ賞金7500ドルと5000ドルを与えられるほかGoogle Homeを獲得できる。
2017年4月、ソフトウェア開発キット (SDK) が公開され、第三者の開発者が自身のハードウェアでGoogleアシスタントを動作させることができるようになった  。GoogleアシスタントはRaspberry Piや 、アウディとボルボの自動車 及びIRobot、LG、GE、およびD-Linkなどの企業が販売する冷蔵庫や洗濯機、オーブンなどのスマート家電に搭載されている

## 交流
Googleアシスタントは、Google Nowの性質と仕組みによって、インターネットを検索したり、イベントやアラームを設定したり、ユーザーの端末のハードウェア設定を調整したり、ユーザーのGoogleアカウントから情報を表示することができる。Google Nowと異なり、Googleの自然言語処理アルゴリズムを用いてアシスタントは双方向の会話が出来るようになっている。検索結果はカード型で提供され、ユーザーはタップすることでページを開くことが出来る。Googleアシスタントでは買い物リストを管理できる。これは以前ノートアプリ「Google Keep」サービスで行われていたが、この機能は2017年4月にGoogle ExpressとGoogle Homeアプリに移行され、機能が大幅に低下した。
2017年5月、Googleはアシスタントがキーボード入力に対応し、画面上で視覚的に返信される 他、デバイスのカメラを通じて物体の特定や、視覚的な情報を収集する機能が追加されまた、商品購入及び送金もサポートする と発表した。キーボードを使用すると、ユーザーはGoogleアシスタントのクエリの履歴を確認したり、以前の入力を編集したり削除したりすることができる。ただし、アシスタントは、以前の入力を使用して今後のより良い回答を生成するため、削除を警告する

## 評価
国際的なパソコン誌「PC World」のライターであるマーク・ハッチマンはグーグルアシスタントに対し、「CortanaとSiriよりも優れている」というレビューを行っている。

## 対応製品・アプリ
- Android搭載スマートフォン/タブレット
- iPhone/iPad
- ChromeOS搭載タブレット/パソコン
- Google Home
  - Google Home Mini
  - Google Nest Mini
  - Google Home Max
  - Google Nest Hub(旧称Google Home Hub)
  - Google Nest Hub Max
- Google アシスタント対応スマートスピーカー
- Wear OS(旧称Android Wear)搭載スマートウォッチ
- Android TV
- CarAuto by Googleカーナビ
- Android Auto
- Xbox One
- Xbox Series X/S